# 샬럿 로렌스
샬럿 로렌스(영어: Charlotte Lawrence 샬럿 로런스[*], 2000년 6월 8일 ~ )는 미국의 가수, 모델이다. TV 프로듀서 빌 로렌스와 배우 크리스타 밀러의 딸이다.

## 음반 목록

### EP
- Young (2018)
- Charlotte (2021)